# Palataki
Palataki (griechisch Παλατάκι ‚kleiner Palast‘) ist der volkstümliche Name für ein großes neoklassizistisches Gebäude im Stadtteil Karabournaki von Kalamaria, einer Nachbargemeinde von Thessaloniki, Griechenland. Offiziell ist es als Regierungsgebäude (Κυβερνείο kyvernío) bekannt.

## Geschichte
Das Gebäude wurde in den 1950er Jahren als Teil des Wiederaufbaus Nordgriechenlands nach dem griechischen Bürgerkrieg erbaut. Das Projekt wurde vom Ministerium für öffentliche Arbeiten auf einem vom Verteidigungsministerium gespendeten Grundstück durchgeführt. Nach der Fertigstellung wurde es dem Ministerium für Nordgriechenland als offizielle Residenz des Ministers übergeben.
1963 wurde es der griechischen Königsfamilie als offizielle Residenz für Besuche in Makedonien übergeben. Die Königsfamilie verbrachte jedoch nur eine Nacht im Palast. Stattdessen zog die Familie es vor, während ihrer Aufenthalte in Thessaloniki im alten Méditerranée Hotel (direkt an der Uferpromenade im Stadtzentrum) zu übernachten.
Im Jahr 1968, nach der Verbannung der königlichen Familie nach Italien durch die Militärjunta, wurde es an das Ministerium für Nordgriechenland zurückgegeben. Von 1968 bis 2006 beherbergte es nacheinander verschiedene (aber nicht alle) Minister für Nordgriechenland (später: Minister für Mazedonien und Thrakien). Hier war der jeweilige Minister Gastgeber des jährlichen Empfangs zur Eröffnung der Internationalen Messe von Thessaloniki. Im Jahr 1997 fand im Rahmen der Veranstaltungen zur Feier von Thessaloniki als Kulturhauptstadt Europas eine große Ausstellung mit Werken von Caravaggio statt. Seitens der Regierung wurde das Haus regelmäßig von Konstantinos Karamanlis genutzt, während seiner Amtszeit als Premierminister und später als Präsident Griechenlands.
Der letzte Minister, der die Residenz bewohnte, war Nikos Tsiartsionis, der das Anwesen als Zeichen von Opulenz kritisierte, das dem Programm seiner Partei, der Nea Dimokratia, zuwiderlief. Im Jahr 2006 schloss sein Nachfolger Georgios Kalantzis das Anwesen wegen Renovierungsarbeiten, die bis heute nicht abgeschlossen sind.

### Berühmte Gäste
In der Zeit der Nutzung als Regierungsgebäude beherbergte das Haus Staatsgäste wie Valéry Giscard d’Estaing (1975), den US-amerikanischen Verteidigungsminister William Cohen oder Königin Margrethe II. von Dänemark.

## Design und Funktionen

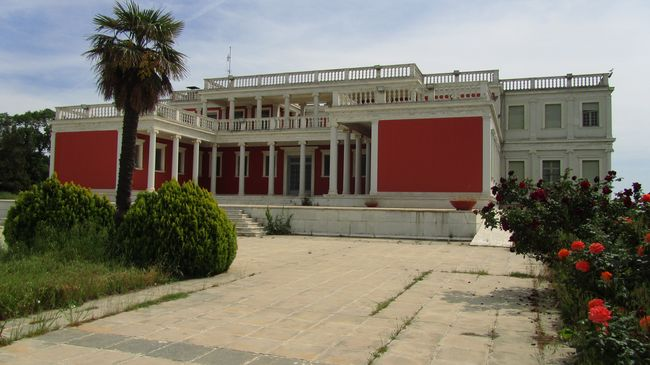
Hauptfassade

Das Gebäude wurde nach Plänen des Architekten I. Christopoulos (Vorstudie: Periklis Sakkelarios) im neoklassizistischen Stil mit Propyläen und Peristyl gestaltet. Es liegt auf einem 15 Hektar großen Grundstück mit Blick auf den Thermaischen Golf, etwa 8 km südlich des Stadtzentrums von Thessaloniki. Auf dem Gelände befinden sich ein Haupttor mit Wachhäuschen, eine Kapelle, ein Hubschrauberlandeplatz und der Zugang zu einem Dock am Meer.
Die Vorderfassade des Gebäudes zeichnet sich durch eine zweistöckige neoionische Kolonnade und einen großen Marmorhof aus. Eine Kolonnade verläuft auch über die Rückfassade des Gebäudes. Dadurch entstand ein großzügiger Außenbereich, der die Ausrichtung großer Open-Air-Veranstaltungen ermöglicht.
Das Gebäude selbst besteht aus zwei Hauptgeschossen mit einer Fläche jeweils über 1.200 Quadratmetern. Die öffentlichen Empfangsräume befinden sich im Erdgeschoss; das Obergeschoss besteht aus zwei Suiten und Personalbereichen. Im Keller befinden sich die Küchen, die Wäscherei, Lager- und Hauswirtschaftsräume.

## Aktueller Zustand und Nutzung

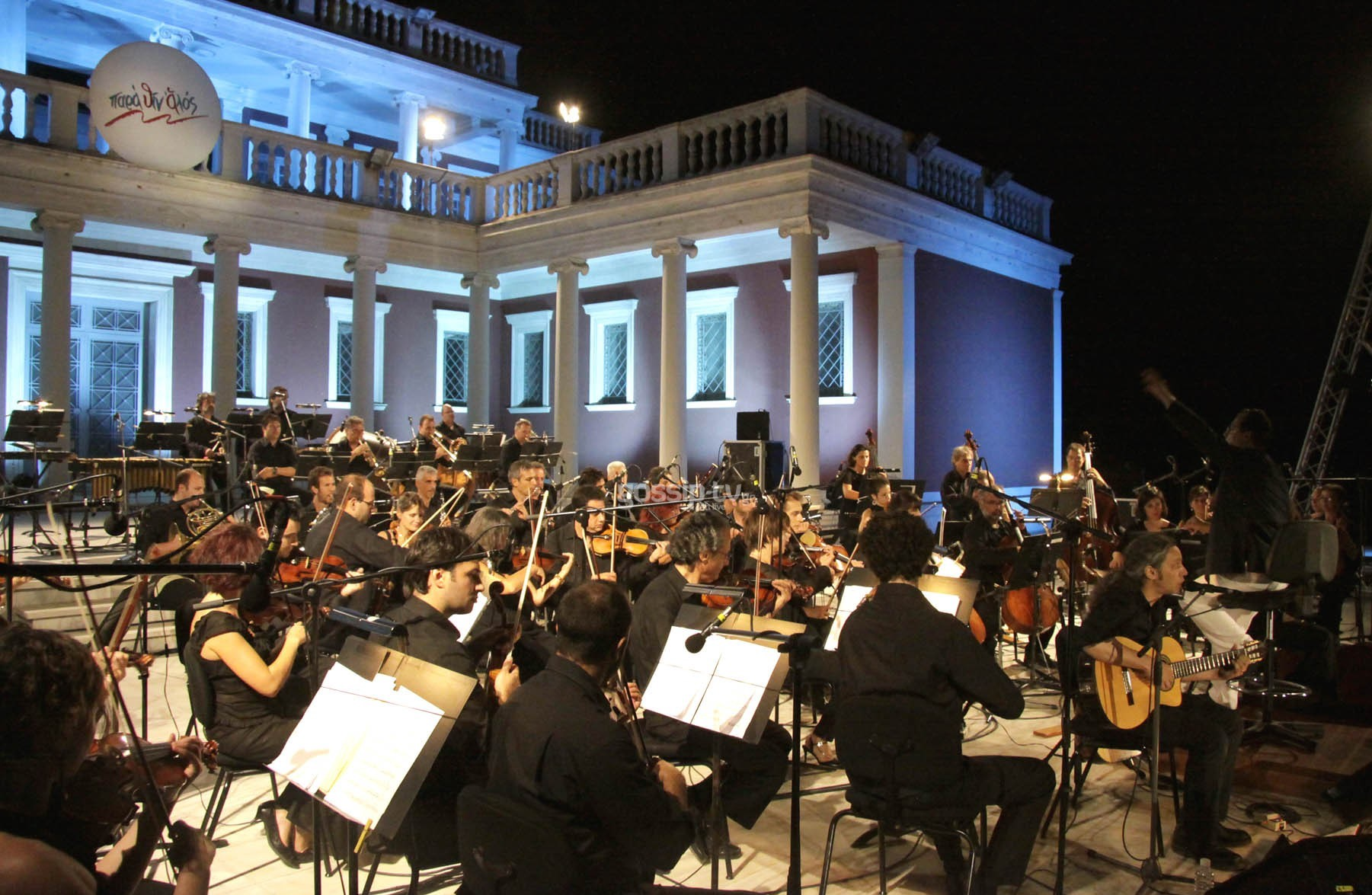
Ein Sommerkonzert im Innenhof (2016)

Seit das Gebäude 2006 geschlossen wurde, wird das Anwesen bewacht und das Gelände gepflegt, aber das Gebäude dient keinem bestimmten Zweck und muss umfassend renoviert werden. Das Gelände und der Innenhof werden regelmäßig für Konzerte, Galerieausstellungen oder Ausstellungen genutzt, die das Gebäude als architektonische Kulisse und seine beeindruckende Lage am Meer nutzen. Das Anwesen wird vom Ministerium für Mazedonien und Thrakien als Eigentümer und der Gemeinde Kalamaria gemeinsam genutzt.
Am 5. Juni 2023 wurde in Anwesenheit des griechischen Ministerpräsidenten Kyriakos Mitsotakis ein Kooperationsmemorandum zwischen dem Griechischen Parlament, dem Finanzministerium und der Staatlichen Grundstücksgesellschaft (RTF) unterschrieben, mit dem Ziel, das denkmalgeschützte Gebäude wiederzubeleben und als multifunktionales Kulturzentrum zu entwickeln. Auch zivilgesellschaftliche Initiativen sollen beteiligt werden. Die Nutzungen und die Kosten, die zunächst auf über 10 Millionen Euro geschätzt wurden und vom griechischen Parlament getragen werden, sollten im Rahmen von Untersuchungen zum Bauzustand genauer bestimmt werden.
2006 schätzte die Präfektur Thessaloniki, dass allein für die Modernisierung der technischen Systeme des Hauses (Elektrik, Hydraulik, Sanitär usw.) 3.800.000 Euro nötig waren. Seitdem wurde aufgrund von eindringender Feuchtigkeit der Großteil des Gebäudeinventars, darunter alle Gemälde, Teppiche, Kunstwerke und Kunstgegenstände, in Lagerhäuser gebracht oder an Museen ausgeliehen. Die Grundausstattung wurde in Plastik eingewickelt und in den jeweiligen Räumen gestapelt.